# Thân vương quốc Halberstadt
Thân vương quốc Halberstadt (tiếng Đức: Fürstentum Halberstadt; tiếng Anh: Principality of Halberstadt) là một nhà nước của Đế chế La Mã Thần thánh do liên minh cá nhân Brandenburg-Phổ của Nhà Hohenzollern cai trị. Tiền thân của nó là Giáo phận vương quyền Halberstadt, sau khi Chiến tranh Ba Mươi Năm kết thúc, Nhà Hohenzollern nhận được một số lãnh thổ, trong đó có Giáo phận Halberstadt và tiến hành thế tục nó dưới tên gọi Thân vương quốc Halberstadt.
Trong thời kỳ Chiến tranh Napoleon, Halberstadt bị Đệ Nhất Đế chế Pháp thôn tính và sáp nhập vào Vương quốc Westphalia dưới quyền cai trị của Jérôme Bonaparte, em trai út của Hoàng đế Napoleon. Kinh đô của Halberstadt là thành phố Halberstadt, đã được quy hoạch trở thành thủ phủ bang hoặc vùng của Vương quốc Westphalia. Năm 1813, quyền kiểm soát thân vương quốc được phục hồi cho Nhà Hohenzollern và chủ quyền trên toàn lãnh thổ quay trở về Vương quốc Phổ.